# Schizachyrium pseudeulalia
Schizachyrium pseudeulalia là một loài thực vật có hoa trong họ Hòa thảo. Loài này được (Hosok.) S.T.Blake miêu tả khoa học đầu tiên năm 1969.